# Tredje franske republik
Den Tredje Republik (på fransk: La Troisième République) betegner det politiske system, der indførtes i Frankrig efter Napoleon III's fald (1870), og som varede til 2. verdenskrig og oprettelsen af Vichy-regeringen under ledelse af Philippe Pétain den 10. juli 1940.
Den Tredje Republik var et republikansk parlamentarisk demokrati, men oprettelsen var kendetegnet af stor uenighed mellem fortalere for monarkiet og republikken. Det politiske liv under Den Tredje Republik var præget af svage koalitioner og hyppige regeringsskift. Desuden prægedes den af Dreyfus-affæren, der skabte dyb splittelse i politiske kredse.